# Клементьев, Антон Сергеевич
Антон Сергеевич Клементьев (род. 25 марта 1990, Тольятти, Куйбышевская область) — российский хоккеист, защитник.

## Биография
Начал свою карьеру в 2006 году в Первой лиге, играя за дубль «Локомотива». За основную команду Он дебютировал в сезоне 2008/2009, с клубом завоевал серебро КХЛ. Был выбран под общим 122-м номером на драфте НХЛ 2009 года командой «Нью-Йорк Айлендерс». Клементьев сыграл свой единственный матч в НХЛ 27 марта 2010 года в игре против «Коламбус Блю Джекетс». До дебюта за «Айлендерс» он провёл большую часть сезона за «Бриджпорт Саунд Тайгерс» в АХЛ. 3 февраля 2012 года разорвал контракт с «Нью-Йорк Айлендерс».
Клементьев в составе молодёжной сборной России участвовал в Чемпионате мира 2010.
Завершил профессиональную карьеру в 27 лет. Окончил МГАФК. Тренер в «Российском клубе хоккея». Главный тренер и основатель хоккейной академии «Аспен».